# Liste der FFH-Gebiete im Landkreis Kelheim
Die Liste der FFH-Gebiete im Landkreis Kelheim zeigt die FFH-Gebiete des niederbayerischen Landkreises Kelheim in Bayern. Teilweise überschneiden sie sich mit bestehenden Natur-, Landschaftsschutz- und EU-Vogelschutzgebieten.
Im Landkreis befinden sich 17 und zum Teil mit anderen Landkreisen überlappende FFH-Gebiete.
| Bachmuschelbäche südlich Thalmassing                              | BW | 7138-371 WDPA: 555521829 | Landkreis Regensburg, Landkreis Kelheim                            |                                          | ⊙ | 45,56    |  |
| Donauauen zwischen Ingolstadt und Weltenburg                      |    | 7136-304 WDPA: 555521826 | Landkreis Eichstätt, Ingolstadt, Landkreis Pfaffenhofen an der Ilm | auch in Landkreis Kelheim                | ⊙ | 2.766,00 |  |
| Forstmoos                                                         | BW | 7236-303 WDPA: 555521863 | Landkreis Kelheim                                                  |                                          | ⊙ | 218,00   |  |
| Frauenforst östlich Ihrlerstein und westlich Dürnstetten          | BW | 7037-371 WDPA: 555521793 | Landkreis Regensburg, Landkreis Kelheim                            |                                          | ⊙ | 334,53   |  |
| Hienheimer Forst östlich und westlich Schwaben                    | BW | 7036-372 WDPA: 555521792 | Landkreis Kelheim                                                  |                                          | ⊙ | 1.188,99 |  |
| Mausohrkolonien in der südlichen Frankenalb                       |    | 7136-303 WDPA: 555521825 | Landkreis Donau-Ries, Landkreis Eichstätt, Landkreis Kelheim       | auch in Landkreis Neuburg-Schrobenhausen | ⊙ | 0,00     |  |
| Naab unterhalb Schwarzenfeld und Donau von Poikam bis Regensburg  |    | 6937-371 WDPA: 555521761 | Regensburg, Landkreis Regensburg, Landkreis Kelheim                | auch in Landkreis Schwandorf             | ⊙ | 1.114,77 |  |
| NATO-Übungsplatz Siegenburg                                       | BW | 7236-304 WDPA: 555579397 | Landkreis Kelheim                                                  |                                          | ⊙ | 261,00   |  |
| Naturschutzgebiet 'Binnendünen bei Siegenburg und Offenstetten'   |    | 7236-301 WDPA: 555521861 | Landkreis Kelheim                                                  |                                          | ⊙ | 25,00    |  |
| Naturschutzgebiet 'Sandharlander Heide'                           |    | 7136-302 WDPA: 555521824 | Landkreis Kelheim                                                  |                                          | ⊙ | 11,00    |  |
| Naturwaldreservat Damm                                            | BW | 7236-302 WDPA: 555521862 | Landkreis Kelheim                                                  |                                          | ⊙ | 71,00    |  |
| Sallingbachtal                                                    | BW | 7237-371 WDPA: 555521864 | Landkreis Kelheim                                                  |                                          | ⊙ | 339,39   |  |
| Sippenauer Moor                                                   |    | 7137-301 WDPA: 555521828 | Landkreis Kelheim                                                  |                                          | ⊙ | 16,00    |  |
| Tal der Großen Laaber zwischen Sandsbach und Unterdeggenbach      | BW | 7138-372 WDPA: 555521830 | Landkreis Regensburg, Landkreis Kelheim                            |                                          | ⊙ | 682,25   |  |
| Trockenhänge bei Regensburg                                       |    | 6938-301 WDPA: 555521762 | Landkreis Regensburg, Regensburg, Landkreis Kelheim                |                                          | ⊙ | 377,00   |  |
| Trockenhänge im unteren Altmühltal mit Laaberleiten und Galgental |    | 7036-371 WDPA: 555521791 | Landkreis Neumarkt in der Oberpfalz, Landkreis Kelheim             |                                          | ⊙ | 2.720,05 |  |
| 'Weltenburger Enge' und 'Hirschberg und Altmühlleiten'            |    | 7136-301 WDPA: 555521823 | Landkreis Kelheim                                                  |                                          | ⊙ | 934,00   |  |
| Legende für Fauna-Flora-Habitat                                   |    |                          |                                                                    |                                          |   |          |  |